# بایو خاویار
بایو خاویار ( انگلیسی: Bayou Caviar) یک فیلم درام و نئو-نوآر آمریکایی محصول سال ۲۰۱۸ به کارگردانی کوبا گودینگ جونیور و به نویسندگی ایتان گورلین و کوبا گودینگ جونیور است.
این فیلم اولین کارگردانی برای کوبا گودینگ جونیور می‌باشد.

## داستان
داستان این فیلم درباره یک بوکسور سابق به نام رادنی جونز است که در تلاش هست زندگیش را دوباره از نو شروع کند. اما هنگامی که شاهد یک قتل می‎شود ، اوضاع پیچیده می‎گردد و…

## بازیگران
- کوبا گودینگ جونیور در نقش رودنی جونز
- فامکه یانسن
- ریچارد درایفس در نقش یوری
- گرگ بلو
- کن لرنر
- سام تاکور
- کاترین مک‌فی
- لیا ماری جانسون
- کندریک براون
- جیمز موسی

## فیلمبرداری
فیلمبرداری اصلی از ۱۹ ژوئن ۲۰۱۷ آغاز شد.  